# Mittelberg
Mittelberg – gmina w Austrii, w kraju związkowym Vorarlberg, w powiecie Bregencja. Według Austriackiego Urzędu Statystycznego liczyła 4818 mieszkańców (1 stycznia 2015). Do gminy można dojechać tylko przez teren Niemiec, przez Bawarię.
Z uwagi na swoją dostępność komunikacyjną do czasu wejścia Austrii do Unii Europejskiej w 1995 miejscowość, podobnie jak Jungholz, pozostawała częścią niemieckiego obszaru celnego.